# Joseph Jefferson Farjeon
Joseph Jefferson Farjeon (Londra, 4 giugno 1883 – Hove, 6 giugno 1955) è stato uno scrittore britannico.
Farjeon nacque in una famiglia di artisti. Il padre era un famoso romanziere e commediografo, il nonno un noto attore statunitense e i fratelli avrebbero presto ottenuto successo nella letteratura per bambini, nel teatro e nella musica. Durante i primi anni di attività, lavorò per una casa editrice specializzata in riviste umoristiche. Fu nel 1924 che Farjeon diede alle stampe il suo primo giallo, The Master of Criminal, cui seguirono numerosi altri romanzi in prevalenza gialli (circa ottanta in una trentina d'anni). Scrisse anche alcune sceneggiature per il cinema, tra cui quella di un film di Alfred Hitchcock, Numero diciassette (1932). Tra i titoli più noti di Farjeon ricordiamo The Fancy Dress Ball (1934), Mystery in White (1937, Sotto la neve) e Death in the Inkwell (1942).

## Opere
- Two Crowded Hours (1931)
- The Fancy Dress Ball (1934)
- The Phantom Light (1935)
- The Last Journey (1936)
- Mystery in White (1937, edito in Italia con il titolo Sotto la neve[1] (pubblicato anche con il titolo Morte nella neve, Lindau, 2018).
- Lightning Conductor (1938)
- Seven Dead (1939), edito in Italia con il titolo La palla da cricket[1] o La casa dei sette cadaveri[1]
- Death in the Inkwell (1942)